# Gar-Moschee und Minarett
Die Gar-Moschee und das Gar-Minarett (persisch مسجد و مناره گار Masdsched o Menare ye Gar, IPA:  [mæsd͡ʒɛd o mɛnɑɾɛ jɛ gɑɾ]) sind historische Bauten in der iranischen Provinz Isfahan. Die Bauten befinden sich im Dorf Gar am südlichen Ufer Zayandeh Ruds. Das Minarett stammt aus der Seldschuken-Ära, aber die Moschee gehört zur Zeit der Ilchane. Das einzig übriggebliebene Teil der Moschee ist ihr Mihrab, der mit Stuck dekoriert wurde, aber das Minarett ist ziemlich im guten Zustand und gemäß einer Inschrift an ihm wurde es 1121 von Abolghassem ebn-e Ahmad gebaut.